# Сретенский монастырь (Можайск)
Можайский Сретенский монастырь — утраченный мужской монастырь, существовавший в XVI—XVII веках в городе Можайске.
Был одним из 17-ти можайских монастырей XVI века, из которых до нашего времени сохранился лишь Лужецкий. Стоял на восточной окраине городского посада на холме близ Московской дороги.

## История
В XVI веке имел участок 80 на 80 саженей, вокруг была слободка. Внутри монастыря стоял деревянный шатровый собор Сретения Господня и тёплая церковь Екатерины с приделом Архидиакона Стефана, клетская.
Монастырь выдержал моровые поветрия 1570—1581 годов, во время которых были утрачены 7 можайских монастырей. Вероятно, деревянный монастырь был сожжен поляками во время смуты.
Ныне на месте монастыря находится городская больница.
В 2015 году можайский архитектор Николай Васнецов предложил построить в районе больницы храм-часовню в честь Сретенского монастыря.